# Ferrotramviaria
Ferrotramviaria es una empresa ferroviaria privada de Italia. Con sede en Bari, en la región de Apulia, gestiona la red Ferrovie del Nord Barese, compuesta por el ferrocarril Bari-Barletta y el servicio ferroviario metropolitano de Bari.

## Servicios ferroviarios

Red de líneas

Ferrotramviaria opera dos líneas ferroviarias en la red de Ferrovie del Nord Barese :
- Ferrocarril Bari-Barletta, inaugurado en 1965,[1] anteriormente conocido como Ferrovia Bari Nord
- Servicio de ferrocarril metropolitano de Bari, inaugurado en 2008,[2] también conocido como Metropolitana San Paolo .

En la red hay dos líneas de trenes de cercanías (FM 1 y FM 2), y dos líneas de trenes regionales (FR 1 y FR 2) en servicio.
La compañía también opera dos locomotoras utilizadas en servicios de carga a lo largo de la costa del Adriático.